# F・R・リーヴィス

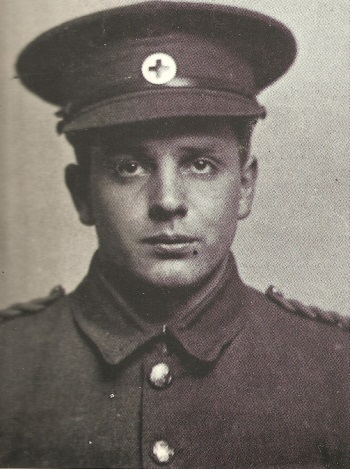
フランク・レイモンド・リーヴィス

フランク・レイモンド・リーヴィス（Frank Raymond Leavis, 1895年7月14日 - 1978年4月14日）は、イギリスの評論家。
イングランド、ケンブリッジ生まれ。20世紀半ば、ケンブリッジ大学において、綿密な実践批評を推進した。彼を取り巻いた批評家達がリーヴィス派として知られる。俗悪な大衆文化、商業文化、マルクス主義などに対抗して、ハイカルチャーである上質の文学を保存する必要性を説き、シェイクスピアやミルトンなど英文学の頂点に連なる作品の評価を行った。
英文学の学問としての成立史において欠かせない人物ではあるが、その権威主義的、排他的な態度が現在では批判の対象となっている。

## 著書（日本語訳のあるもの）
- 『偉大なる伝統　ジョージ・エリオット、ヘンリー・ジェイムズ、ジョウゼフ・コンラッド』　長岩寛・田中純蔵訳、英潮社、1972年
- 『D.H.ロレンス論』　岩崎宗治訳、八潮出版社、1981年
- 『現代詩の革新』　増谷外世嗣訳、南雲堂、1958年、新版1977年